# Salgótarjáni kistérség
A Salgótarjáni kistérség egy kistérség volt Nógrád megyében, központja Salgótarján volt. 2014-ben az összes többi kistérséggel együtt megszűnt.

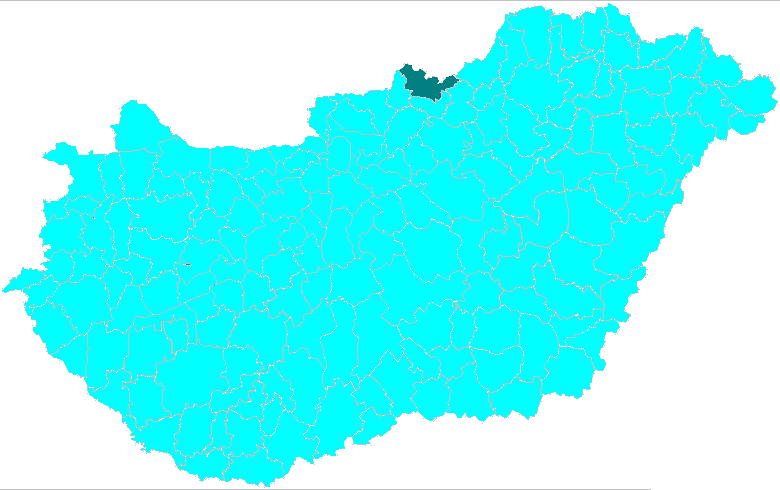
A kistérség

## Települései
| Bárna        | Cered         | Egyházasgerge | Etes           | Ipolytarnóc |
| Karancsalja  | Karancsberény | Karancskeszi  | Karancslapujtő | Karancsság  |
| Kazár        | Kishartyán    | Litke         | Mátraszele     | Mihálygerge |
| Rákóczibánya | Ságújfalu     | Salgótarján   | Somoskőújfalu  | Sóshartyán  |
| Szalmatercs  | Szilaspogony  | Vizslás       | Zabar          |             |

## Nevezetességei
A kistérség északi határán található az Ipolytarnóci ősmaradványokat bemutató Európa-diplomás kiállítóhely.